# La Tribu terrible
La Tribu terrible ou Plume d'œuf (anglais : Redeye) est une série de bande dessinée humoristique créée par l'Américain Gordon Bess et diffusée dans la presse américaine sous forme de comic strip par King Features Syndicate du 11 septembre 1967 au 13 juillet 2008,. Abandonnée pour des raisons de santé par Bess en 1988, la série est continuée par le dessinateur Mel Casson et le scénariste Bill Yates, celui-ci quittant à son tour la série en 1999, malade. Casson y travaille alors seul jusqu'à son décès en 2008.
La Tribu terrible narre les aventures d'un chef de tribu indienne, de sa famille et des familiers de la tribu.
La série n'est pas totalement fixée dans le temps : elle comporte à la fois des scènes de l'Ouest ancien à l'époque de la cavalerie américaine, à la fin du XIXe siècle, mais aussi des scènes qui pourraient avoir lieu jusqu'au moins avant la Seconde Guerre mondiale. L'une des particularités de cette série est que les animaux parlent entre eux, tout comme les plantes et les minéraux.
La série, fort appréciée par les critiques de langue française et par le lectorat, a été récompensée du prix de la meilleure œuvre comique étrangère au festival d'Angoulême 1976.

## Personnages
- Sachem (anglais : Redeye) est le chef d'une tribu d'Indiens. Enrobé, voire enveloppé, il mène une vie de farniente quand il n'est pas à la tête de ses braves ou quand il ne se fait pas piétiner par des bisons qu'il ne voit jamais venir lors de ses parties de chasse. Il porte un chapeau cabossé. Il lui arrive de ne pas dormir des jours durant pendant des parties de cartes effrénées, ce qui le rend la plupart du temps très endormi et l'œil rouge quand il daigne ouvrir les yeux alors qu'il reste affalé sur une grosse bûche.
- Plume d'Œuf (anglais : Tanglefoot) est un guerrier pas brave du tout, tremblant sur ses jambes face à la perspective du péril, animé de l'intention de bien faire, même quand il est réquisitionné pour les missions les plus dangereuses, mais d'une improbable maladresse et d'une incroyable malchance. Il est amoureux de la fille du chef, ce qui l'expose à la colère de Sachem qui le trouve indigne d'être son gendre. La forme de sa tête est celle d'une œuf ; elle est coiffée d'une seule plume. C'est cette double caractéristique qui lui a donné son nom français à partir du choix des traducteurs de cette série.
- Biche Gracieuse (1re version Républicain Lorrain) (anglais : Mawsquaw), l'épouse de Sachem, contre-experte en cuisine
- Nuage Fleuri (1re version Républicain Lorrain) (anglais : Tawnee), la très jolie fille de Sachem, éternelle fiancée de Plume d'Œuf malgré la désapprobation de son père
- Quart-De-Plume (1re version Républicain Lorrain) (anglais : Pokey), le jeune fils de Sachem
- Sabot (1re version Républicain Lorrain et Le Journal de Tintin) (anglais : Loco), le cheval de Sachem, plus couard que Plume d'Œuf
- Le Sorcier (1re version Républicain Lorrain), grand amateur de golf aux heures de consultations
- Mère Ardente (1re version Républicain Lorrain) (anglais : Granny), maman de Sachem, experte en spiritueux, ayant acquis sa chevelure blanche en apprenant la nouvelle de l'incendie du bar local
- Jérémy (anglais : Jerkymyah), le trappeur local, un barbu ayant domestiqué un ours

Il y a également de nombreux personnages secondaires récurrents, tels l'infirmière (secrétaire du sorcier), le serpent, la tortue, le mouton, la chèvre, le rocher, l'arbre, etc.

## Les éditeurs en langue française
La série a été diffusée dans l'hebdomadaire franco-belge de bande dessinée Tintin et ses divers successeurs de 1969 à 1990. Les éditions du Lombard n'en ont cependant publié qu'un seul album, en 1975, récompensé par le prix de la meilleure œuvre comique étrangère au festival d'Angoulême 1976.
Un certain nombre de quotidiens français l'ont également publiée, tel le journal régional Le Républicain lorrain.